# I. Kurus
Kurus (𐎤𐎽𐏁; óperzsa: ku-ru-ša; normalizált alakban Kuruš, babiloni és elámi Kuraš, ismert hellenizált nevén Κύρος, Kürosz, latinul:  Cyrus, perzsául کوروش) Csaispis ifjabb fia, Arijáramna testvére. Parszumas fejedelme, kezdetben Elám vazallusa. 

## Élete
Születésének ideje ismeretlen. Egyelőre még bizonytalan Ansan, Parsa és Parszumas viszonya. A legvalószínűbb talán az, hogy Csaispis, Ansan királyának utódja Arijáramna lett. Kurus az ország egy részét, Parszumast kapta (talán „hercegségként”), míg Parsa továbbra is Ansanhoz tartozott.
I. e. 639-ben már ő uralkodott Parszumasban, amit Assur-bán-apli feliratai bizonyítanak. Ebben az évben ugyanis az Elám feletti nagy asszír győzelem után elismerte Asszíria fennhatóságát, és idősebb fiát, Arukkut Ninivébe küldte túsznak. Egyes vélemények szerint az asszír feliratban említett Arukku valójában Kurus asszír neve, és személyesen járt az asszír fővárosban. Más adat az életéről nincs is. Nem tudjuk, miképp lett Parszumas fejedelme a perzsa nagykirály, hogy mi lett Arukkuval, hogy Parszumas hogyan szakadt el Asszíriától, bár ebben szerepe lehetett az asszírok nagy riválisának, a Méd Birodalomnak is. Kurus otthon maradt fia, Kabúdzsija méd feleséget kapott, de ennek időpontja kérdéses, Mandané csak évtizedekkel Kurus halála után lehetett Kabúdzsija felesége. Az viszont valószínű, hogy Kurus még megérte Asszíria bukását, amely i. e. 609-ben következett be. A trónon Kabúdzsija követte.
Kurust említi még a Kürosz-henger, a I. Dárajavaus behisztuni felirata, és I. Khsajársá perszepoliszi feliratai is, ahol az ősök között sorolják fel.